# Martijn Dendievel
Martijn Dendievel (* 27. Dezember 1995 in Ostende) ist ein belgischer Dirigent. Er ist Chefdirigent der Hofer Symphoniker und designierter Chefdirigent des Symfonieorkest Vlaanderen. 

## Leben
Aufgewachsen in einer Musikerfamilie, lernte Martijn Dendievel Violine, Violoncello, Blockflöte und Schlagzeug. An der Musikhochschule in Brüssel studierte er Musiktheorie und Cello und setzte seine Ausbildung zum Dirigenten an der Hochschule für Musik Franz Liszt Weimar fort. Dirigiermeisterkurse besuchte er bei Bernard Haitink, Paavo Järvi, Iván Fischer und Edo de Waart.
Parallel zu seinem Studium wurde er Assistant Conductor des Symfonieorkest Vlaanderen, dessen Associate Conductor er zurzeit ist. Am 14. Juli 2023 wurde bekannt gegeben, dass er ab September 2024 Chefdirigent der Hofer Symphoniker wird. Er dirigierte zudem das Concertgebouworkest, das WDR Sinfonieorchester, das MDR-Sinfonieorchester, die Rotterdamer Philharmoniker, das Antwerp Symphony Orchestra, das Brussels Philharmonic, die Staatskapelle Weimar, die Jenaer Philharmonie und das Belgian National Orchestra. Am Teatro Comunale di Bologna leitet er regelmäßig Opernproduktionen und Sinfoniekonzerte, darunter Le nozze di Figaro und Don Giovanni.

## Preise
- 2018: 1. Preis beim Dirigierwettbewerb der Mitteldeutschen Musikhochschulen[6]
- 2019: 1. Preis und Publikumspreis beim Louis-Spohr-Wettbewerb[7]
- 2021: Finalist beim Donatella Flick-Wettbewerb des London Symphony Orchestra[8]
- 2021: Gewinner der Conductor’s Academy des Tonhalle-Orchester Zürich[3]
- 2021: 1. Preis beim Deutschen Dirigentenpreis[9]
- 2022: Finalist beim International Conducting Competition Rotterdam
- 2025: Ultima (Kulturpreis der flämischen Regierung) für Musik[10]